# Anaximenes
Anaximenes (tiếng Hy Lạp: Άναξιμένης, 585 TCN - 528 TCN) là một nhà triết học Hy Lạp cổ đại thời kỳ Tiền Socrates. Là một trong ba triết gia của trường phái Milesia, ông được xem là bạn hoặc học trò của Anaximander. Anaximenes, giống như những đồng môn khác của trường phái Milesia, nghiên cứu Nhất nguyên luận vật chất. Đây là một trong những đóng góp quan trọng của Anaximenes cho triết học.

## Nhữngnghiên cứu

### Thiên văn học
Anaximenes tiếp tục tư tưởng của Thales khi cho rằng Trái Đất là trung tâm của vũ trụ và ông gọi là định tinh. Trái Đất giống như một cái trống. Mặt Trăng, Mặt Trời và các vì sao là những hành tinh của Trái Đất, về chất liệu cấu thành thì không khác gì Trái Đất vì chúng đều do Trái Đất sinh ra.

### Triết học

#### Tỏng quan
Anaximenes theo đuổi tư tưởng vô thần. Ông nghiên cứu vũ trụ trên quan điểm này và giải thích thế giới với quan điểm duy vật. Ông cho rằng, không thể lấy tinh thần hoặc các lực lượng siêu tự nhiên để giải thích về nguồn gốc của vũ trụ, của tự nhiên. So với Anaximandros, tư tưởng triết học của Anaximenes không có gì vượt trội.

#### Không khílà thủy nguyên[4]
Tiếp tục lối suy nghĩ của Thales, Anaximenes giải thích thế giới bằng những yếu tố có liên quan mật thiết đến con người. Tuy nhiên, không giống như Thales xuất phát từ nước, Anaximene lại xuất phát từ không khí. Không khí sinh ra vạn vật muôn loài bằng hai cách làm đặc và loãng. Không khí không chỉ là nguồn gốc để tạo ra các vật vô cơ, sự sống mà còn là "bản nguyên của linh hồn, của thần linh, của Thượng đế". Bởi vậy, cái bao trùm vụ trụ này là không khí. Ông có viết những đoạn như sau:
| “ | Thở và không khí bao trùm khắp vũ trụ, mọi thứ đều xuất hiện từ chúng và quay về với chúng. | ” |

| “ | Không khí sinh ra mọi vật, mọi sự tiếp nối của nó bằng con đường cô đặc và làm loãng, nhưng bản thân không khí là thực thể trong suốt, không nhìn thấy được. | ” |

Có thể nói, quan niệm này của Anaximenes là sự dung hòa giữa Thales và Anaximandros, giữa nước và apeiron. Vì thế, nhiều người đã giải thích apeiron là trạng thái giữa nước và không khí.

## Liên kết
Diogenes Laërtius, Life of Anaximenes, Robert Drew Hicks biên dịch (1925).